# Irvin Jim

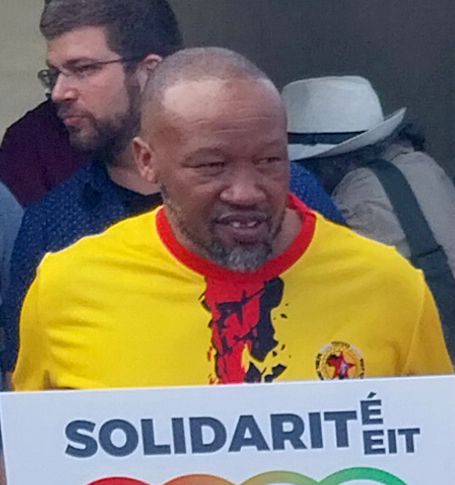
Irvin Jim na ManiFiesta 2024

Irvin Jim é o secretário-geral do Sindicato Nacional dos Metalúrgicos da África do Sul (NUMSA), o maior sindicato na África do Sul. Ele era o seu porta-voz quando este foi expulso Congresso Sul-Africano de Sindicatos (COSATU) em novembro de 2014. Ele é um forte crítico do partido no poder, o Congresso Nacional Africano, que ele acusa de ter falhado em implementar a Carta da Liberdade de 1995, e quem ele culpa pela violência xenófoba na África do Sul.
Em janeiro de 2015, Irvin Jim fez uma turnê pelos Estados Unidos, dando palestras no Sindicato dos Agentes de Saúde em Nova Iorque, e no think tank político Institute for Policy Studies em Washington. Em seu discurso em Washington, ele afirmou que o NUMSA é um sindicato marxista-leninista cujo objetivo é a criação de uma "República Socialista da África do Sul". Ele acusou alguns líderes do CNA de apoiarem "uma África do Sul pós-apartheid capitalista e neoliberal com empresas sul-africanas e multinacionais e a comunidade política branca sul-africana" e disse que eles "traíram a revolução sul-africana."
Irvin Jim está cooperando com Mosiuoa Lekota, presidente do partido Congresso do Povo (COPE), e denunciou o secretário geral do COSATU Zwelinzima Vavi em uma campanha contra a corrupção política na África do Sul.